# Leo Burnett Worldwide
Leo Burnett Worldwide, Inc., znano tudi kot Leo Burnett Company, Inc., je ameriško oglaševalsko podjetje, ki ga je 5. avgusta 1935 v Chicagu ustanovil Leo Burnett.
Septembra 2002 je podjetje prevzela družba Publicis Groupe, tretja največja holding oglaševalska agencija na svetu in ena največjih agencijskih mrež.

## Zgodovina
Leo Burnett Company, Inc. je 5. avgusta 1935 v Chicagu ustanovil Leo Burnett. In 1944, the agency opened a branch office in New York City. In February 1967, the founder transferred all of his voting stock to a charitable organization. Billings were then "nearing $250 million".
20. marca 1967 je agencija zaključila prevzem DP Brother & Co. On June 8, 1971, the founder died at the age of 79.
3. novembra 1999 sta Burnett in D'Arcy Masius Benton & Bowles oznanila ustanovitev BDM. BDM se je hitro preimenoval v Bcom3. Roy Bostock je bil imenovan za predsednika, Roger Haupt pa za izvršnega direktorja.
Septembra 2002 je Bcom3 kupil Publicis Groupe.
Brazilsko neodvisno oglaševalsko agencijo Tailor Made je leta 2011 prevzel Publicis in jo združil z Leo Burnett Brazil v Leo Burnett Tailor Made. Takrat so bili med naročniki Fiat, Procter & Gamble, Emirates in Chrysler.
Andrew Swinand je postal izvršni direktor leta 2017.